# Producción de videos
La producción de vídeo es el proceso de producir contenido de vídeo. Es el equivalente de producción cinematográfica, pero con las imágenes grabadas digitalmente en vez de en una película de cine. Hay tres etapas de producción de vídeo: preproducción, producción, y posproducción. La preproducción implica todos los aspectos de planificación del proceso de producción del vídeo antes que la filmación comience. Esto incluye la escritura de guiones, planificación, logística, y otros deberes administrativos. La producción es la fase de producción de vídeo que captura el contenido de vídeo (imágenes en movimiento (videografía) e implica filmar el/los tema(s) del/de los vídeo. La posproducción es la acción de combinar de manera selectiva los videoclips a través de la edición de video para obtener un producto final que cuente una historia o comunique un mensaje en un evento en vivo(producción en vivo), o después del evento(posproducción).
Actualmente, la mayor parte del contenido de vídeo es capturado a través de medios de comunicación electrónicos como una tarjeta SD de cámaras dirigidas al consumidor, o en unidad de estado sólido y memoria flash de cámaras profesionales. El contenido de vídeo que está distribuido digitalmente muchas veces aparece en formatos comunes como el formato de Moving Picture Experts Group(.mpeg, .mpg, .mp4), QuickTime(.mov), Vídeo de Audio Interleave (.avi), Windows Media Video(.wmv), y DivX(.avi, .divx).

## Tipos de videos
Hay muchos tipos diferentes de producción de video. Los más comunes incluyen producción de películas y de TV, comerciales de televisión, comerciales en Internet, videos corporativos, videos de productos, videos de testimonios de clientes, videos de mercadeo, videos de eventos, videos de bodas. El término "Producción de video" se reserva solo para la creación de contenido que se toma en todas las fases de producción (preproducción, producción y posproducción) y se crea con una audiencia específica en mente. Una persona que filma un concierto, o el recital de la banda de su hijo con un teléfono inteligente o una cámara de video con el único propósito de capturar el recuerdo, se incluiría en la categoría de "video doméstico" y no de producción de video.

## Escala de producción
La escala de producción está determinada por el tamaño de la tripulación y no por la ubicación de la producción o por el tipo de contenido capturado. El tamaño de la tripulación en la mayoría de los casos determinará la calidad de un proyecto y no es una limitación de qué tipo de contenido se puede capturar. Hay películas que han sido capturadas por un equipo de solo 2 personas, y videos corporativos que movilizan equipos de 10 o más personas. 
Algunos ejemplos de escala de producción incluyen:
- Un único operador de cámara con una cámara de vídeo profesional en un solo-cámara setup (aka una "banda de un hombre").
- Una tripulación pequeña de 2 personas, uno para operar la cámara y uno para capturar el audio.
- Un multicámara con operadores de cámara múltiple y una tripulación pequeña con empleados de apoyo.
- Una producción de escala más grande con una tripulación de 5 o más personas y un tráiler o camión de producción

## Estilos y técnicas de grabación

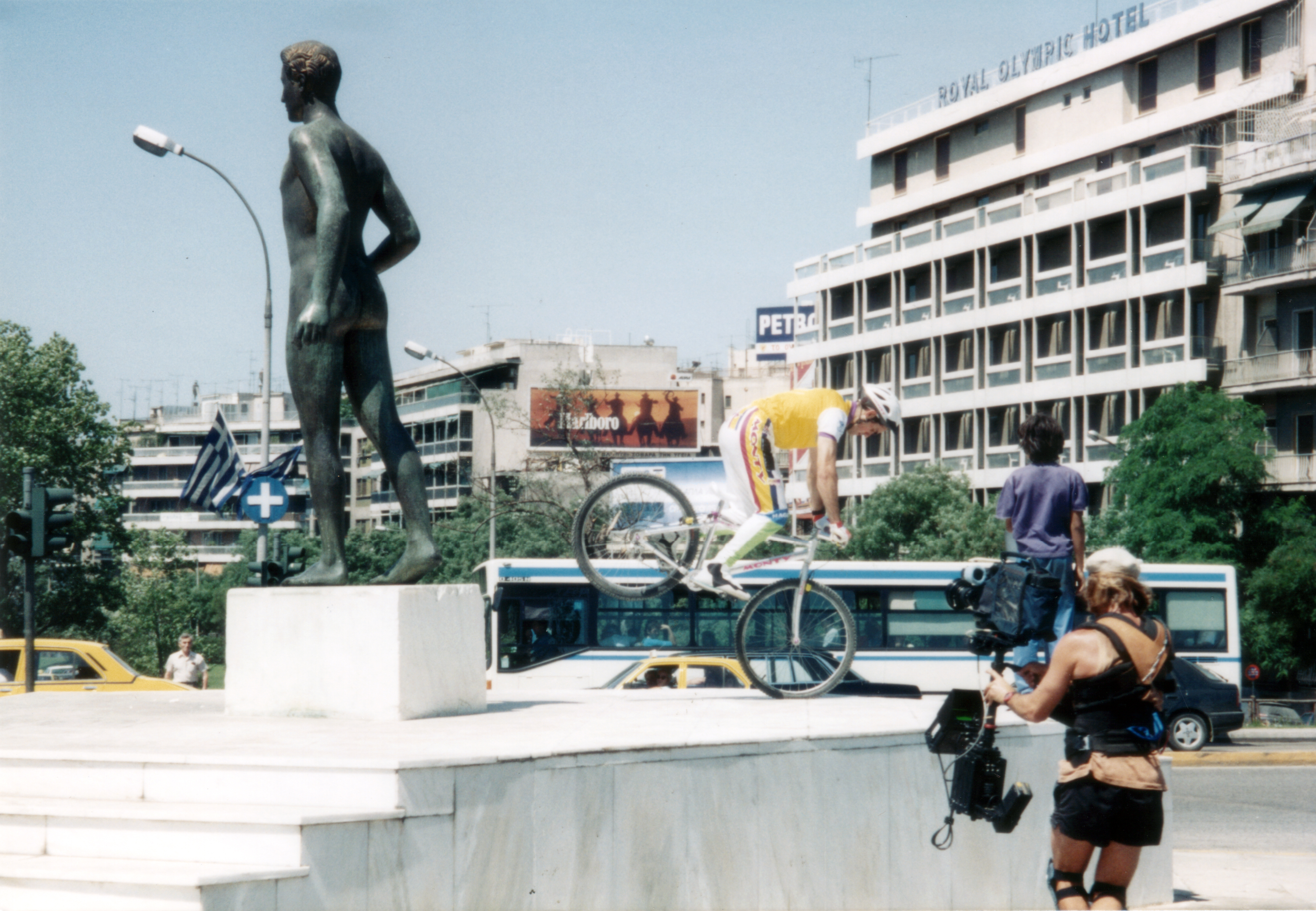
Un operador de steadicam graba en video Triales de Motocicleta en Atenas, Grecia, 1994

Los mismos estilos de grabación utilizados en la producción cinematográfica también puede ser utilizados en la producción de vídeo. No hay un único tipo de estilo que sea utilizado para cada clase de contenido de vídeo capturado. En cambio, los cambios de estilo dependen del tipo de video que está siendo creado, el tono deseado y el mensaje del vídeo.
- Trípodes para tomas estables (también llamados tomas bloqueadas)
- De mano para una sensación más enérgica y temblorosa, a menudo utilizado para representar movimientos naturales.
- Ángulos de cámara no nivelado ver ángulo holandés
- Whip pam (ver el comienzo de HotFuzz) y Whip zoom (ver el Kiddo/Driver fight in Kill Bill Vol. 2);
- Las tomas de movimiento vertical con un brazo o grúa a menudo al principio o al final de las películas.
- Steadicam para movimientos suaves y seguimiento de tomas a velocidades más lentas, como moverse por las salas o seguir a los actores y la acción.
- Gimbal estabilizado de 3 ejes para tomas con movimiento suave a cualquier velocidad. El gimbal compensa los movimientos de los operadores de cámara de manera muy parecida a una steadicam, pero a través de motores electrónicos en lugar de a través de inercia. El gimbal permite que los operadores se muevan mucho más libremente que una steadicam debido a la cantidad de peso considerablemente menor que se utiliza en una configuración de gimbal. Los gimbals pueden acceder a muchos lugares que serían imposibles para una steadicam debido a esta portabilidad adicional.

## Vídeo corporativo
La producción de videos corporativos está programada y cubre una amplia gama de propósitos, desde Comunicación corporativa, Capacitación y Educación, conferencias y convenciones de video, productos y servicios, y ventas.  El tipo más común de video corporativo es el "Video de Visión Corporativa", que presenta al equipo ejecutivo de la compañía y le da un nombre y una cara a las personas a cargo. Este video se utiliza como una forma de comunicar las creencias y valores fundamentales de una empresa, así como su declaración de misión general. Este video a menudo se denomina la "base" del contenido de video de una compañía, ya que establece el tono y el estilo de comunicación de todos los demás contenido de video.

## Vídeos de acontecimiento corporativo
Los videos de eventos corporativos se realizan en convenciones o ferias comerciales y cubren eventos de varios días que incluyen oradores, sesiones de trabajo, ceremonias de premios y actividades recreativas locales en las que participan los congresistas. Un editor en el sitio crea una breve presentación de video que se muestra antes del cierre de la convención. Muchas empresas nacionales o internacionales también aprovechan el lugar de la convención para reunir entrevistas con sus empleados o clientes claves para hablar en nombre de la empresa, ya que es mucho más fácil filmar a todos en una ubicación central.

## Vídeos de productos
Los videos de productos se crean con el principal objetivo de vender un producto y ofrecen la oportunidad de comunicar todos las particularidades y características de un producto que normalmente se escriben en la página del producto en texto, pero con la ventaja adicional de mostrar las tomas glamorosas del producto. Los videos de productos más efectivos suelen durar entre 2 y 3 minutos, equilibran la cantidad de información proporcionada y mantienen a la audiencia entretenida.

## Emisión televisiva

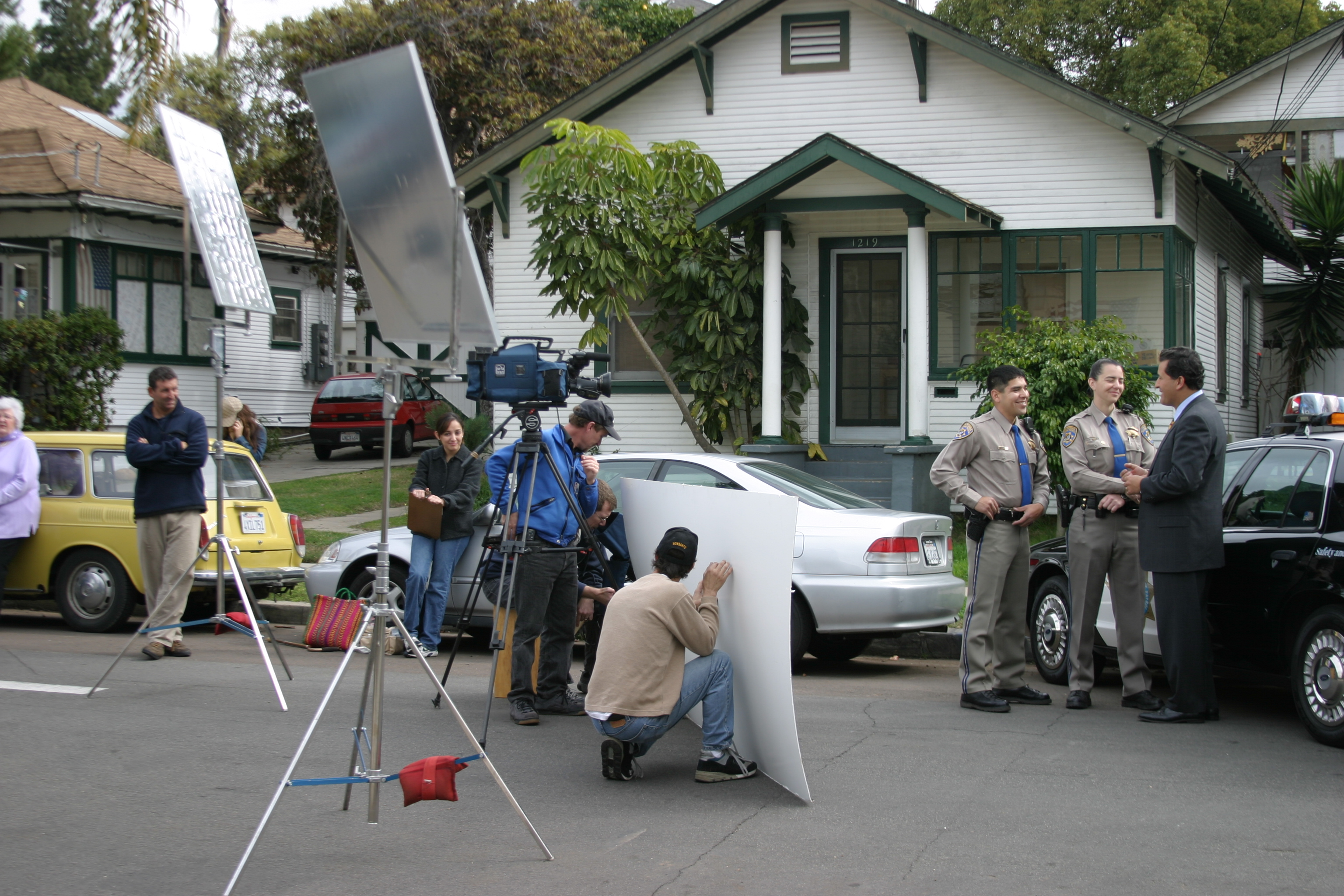
Producción de vídeo de un anuncio político, San Diego, California (2004)

Los dos estilos de producción de vídeo son ENG(Capacitación electrónica de noticias) y EFP(producción de campo electrónico).
Las producciones de emisión televisiva incluyen anuncios televisivos, infomerciales, telediarios, espectáculos de diversión, documentales, revistas de noticias, sitcom, y reality shows, entre otros.
Los espectáculos pueden ser distribuidos por redifusión. La producción de vídeo SP fue la transmisión televisiva estándar desde el comienzo de los 80 hasta principio del siglo XXI, cuándo muchos las estaciones televisivas empezaron a utilizar medios de comunicación digitales para grabar, transmitir, y almacenar imágenes en alta definición (HD) .

## Vídeo de acontecimiento
La producción de video se puede utilizar en eventos deportivos, escolares, de escenario, de bodas, de iglesias y similares para proporcionar grabaciones de los eventos. Las producciones de videos de eventos varían en la distribución, desde un video de bodas hecho a medida para una novia y el novio y su familia y amigos más cercanos, hasta un recital de baile donde se venden de decenas a cientos de videos a bailarines individuales. La producción de video de eventos también se puede usar para transmitir eventos en vivo a los espectadores en casa, como una conferencia de prensa o un concierto. Se puede enviar un video de los eventos en vivo por microondas o un camión satelital desde la ubicación del evento a un estudio de televisión para que se emita. El video del evento generalmente se refiere al video hecho en un evento y tiene algún tipo de vigencia, por ejemplo, noticias

## Producción de vídeo para educación a distancia
La producción de video para educación a distancia es el proceso de captura, edición y presentación de material educativo específicamente para su uso en la educación en línea. Los maestros integran las mejores técnicas de enseñanza práctica para crear apuntes, organizar contenido, capturar secuencias de video, editar secuencias con un software de edición de video computarizado para distribuir material educativo final por Internet. Se diferencia de otros tipos de producción de video en al menos tres formas:
- Aumenta las herramientas de enseñanza tradicionales utilizadas en los programas educativos en línea.
- Puede incluir videos con sonido, animaciones de computadora, fotogramas y otros medios digitales.
- La captura de contenido puede incluir el uso de cámaras integradas en teléfonos celulares y se extiende a cámaras comerciales de alta definición con calidad de transmisión.

El propósito principal de usar el video en la educación a distancia es mejorar la interpretación y la comprensión de manera simultánea o asincrónica.
Webcast también se está utilizando en la educación para proyectos de educación a distancia; un uso innovador fueron los programas DiveLive .
 

Por ejemplo, Nautilus Productions señala una exploración de un destacado naufragio: 
"En el otoño del 2000, Rick Allen Nautilus Producciones coprodujo con Bill Lovin de Marino Grafics una revolucionaria, transmisión de una semana en vivo por internet conocida como QAR DiveLive desde el sitio del naufragio de Blackbeard. Por primera vez, audio y vídeo en directo se transmitieron desde un sitio arqueológico submarino a la Red informática mundial. El alumnado era capaz de mirar la arqueología submarina en tiempo real y preguntar cuestiones de los científicos que exploran el naufragio. Los programas de aprendizaje a distancia en vivo dos veces al día llegaron a aproximadamente 1600 estudiantes de lugares tan lejanos como Canadá durante los cinco días de transmisión. En octubre de 2001 Allen y Lovin otra vez coprodujeron QAR DiveLive 2001. Esta vez, las transmisiones interactivas desde los fondos marinos y los laboratorios de conservación de Venganza de la Reina Ana proyecto Shipwreck llegó a más de 3600 estudiantes y otros 2700 espectadores remotos de quince estados y 2 países durante los cinco días de emisiones."

## Producción de video por internet
Muchos sitios web incluyen videos. Aunque no necesariamente se producen en línea, muchas herramientas de producción de video permiten producir videos sin usar una cámara física. Un ejemplo de esto es usar el editor de video de YouTube para crear un video usando contenido de video preexistente que se lleva a cabo en la plataforma bajo la licencia de Creative Commons.
El contenido de video se está utilizando en una gama cada vez mayor de contextos, incluidos videos testimoniales, videos de presentadores web, videos de secciones de ayuda, entrevistas, parodias, demostraciones de productos, videos de capacitación, videos de agradecimiento y videos de disculpas. 
Los videos de marketing se realizan en función del objetivo de la campaña. Los videos explicativos se utilizan para explicar un producto, videos comerciales para presentar una empresa, videos de ventas para vender un producto y videos de redes sociales para el conocimiento de marca.
Los videos individuales de marketing en Internet se producen principalmente de modo interno y por pequeñas agencias de medios, mientras que un gran volumen de los vídeos son producidos por grandes empresas de medios,  mercados de producción crowdsourcing, o en plataformas de producción de video. 
La mayoría de los videos de marketing en Internet sirven para interactuar con la audiencia. Los dos tipos principales de videos de marketing en Internet son los videos transaccionales, cuyo objetivo es vender un producto a un cliente; y los videos de referencia, que están diseñados para retener al cliente en el sitio.